# Hombres de negro

Una representación estilizada de un Hombre de Negro.

Los Hombres de negro serían, según la tradición contemporánea más popular y la especulación de algunos grupos creyentes en el fenómeno extraterrestre, agentes secretos gubernamentales o extragubernamentales encargados de ayudar a ocultar una presencia extraterrestre en la Tierra. A veces se da a entender que los extraterrestres pueden ser ellos mismos. El término también se utiliza para describir a misteriosos hombres que trabajan para organizaciones desconocidas, así como a las distintas ramas del gobierno estadounidense, supuestamente con el objetivo de proteger secretos de Estado o realizar otras actividades extrañas. El término en sí es genérico, que se utiliza para referirse a cualquier individuo con una conducta extraña, amenazadora o poco común, cuya aparición en escena puede estar vinculada, en cierto modo, con un avistamiento ovni. El famoso ufólogo argentino Ing. Pedro Romaniuk sugirió que los Hombres de Negro serían "ángeles caídos" según se relata en el Libro de Enoc.
El ufólogo Bill Moore cree que los Hombres de Negro forman parte de la muy real Oficina de Investigaciones Especiales de la Fuerza Aérea (la AFOSI), un departamento de seguridad interno de los Estados Unidos constituido en 1948 y estandarizado después al FBI para investigar las actividades criminales dentro del seno de la Fuerza Aérea y sus contratistas de armas. Una de las misiones de la AFOSI es la de proteger la tecnología, los programas y al personal sobre una crisis global de "amenazas externas".

## Presuntas características y función
Los hombres de negro tendrían como función confundir o amedrentar a investigadores y testigos de ovnis y visitantes extraterrestres, además de confiscar supuestas evidencias de presencia alienígena, con el propósito de preservar del conocimiento público las visitas de extraterrestres a nuestro planeta.

### Aspecto

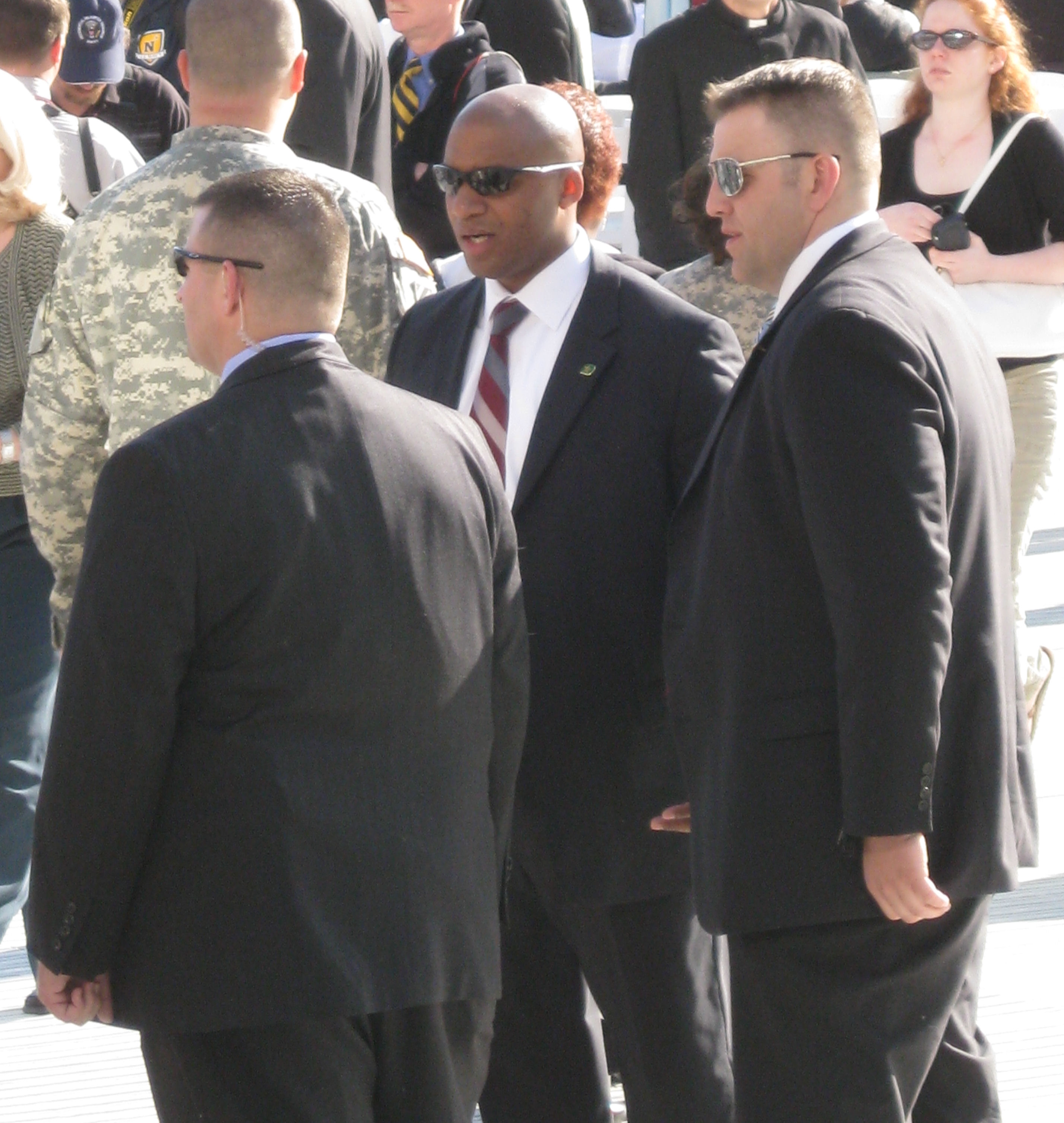
A menudo los "hombres de negro" son caracterizados como agentes del Servicio Secreto de los Estados Unidos o de otra organización secreta.

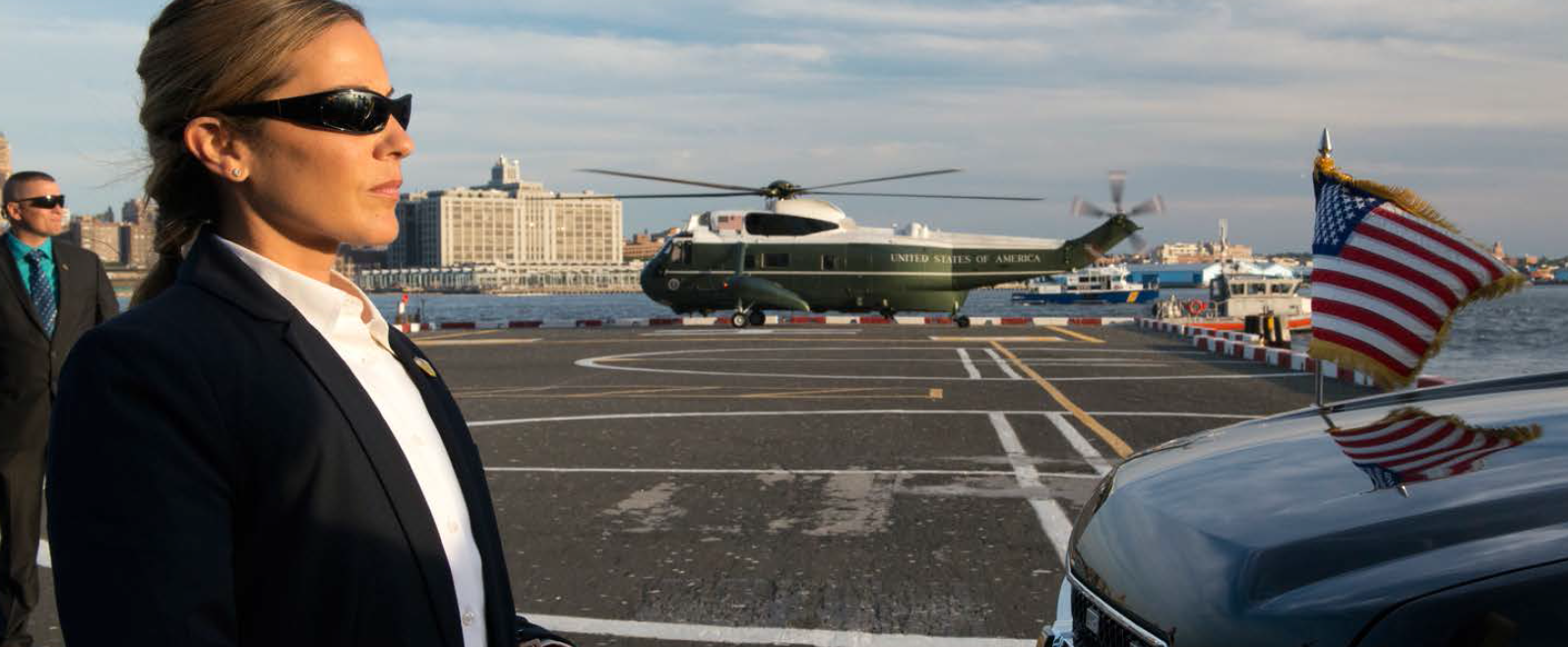
"Mujer de negro" del Servicio Secreto de los Estados Unidos en un despliegue.

Los detalles concernientes a estos personajes varían, pero algunas de las descripciones más comunes son:
- Visten impecables trajes negros, siempre con corbatas a juego y camisas blancas.
- Viajan en automóviles del mismo color, predominando los modelos antiguos de Cadillac.
- Son casi universalmente caucásicos, con frecuencia de piel pálida, aunque en raras ocasiones se les describe como vagamente orientales.
- Cuentan con una voz clara y autoritaria y modales corteses pero amenazantes.
- A veces su apariencia induce a sospechar de un disfraz. Una piel de aspecto artificial o una voz con resonancia metálica son los indicios más habituales.

También se han descrito casos de comunicación telepática, sensación de vivencia onírica y otros sucesos desconcertantes.

### Conducta
Los hombres de negro parecen poseer mucha información sobre las personas con las que se ponen en contacto, dando a entender que la gente con la que contactan ha sido objeto de un seguimiento exhaustivo durante un largo período de tiempo. A pesar de la homogénea apariencia externa que presentan, el comportamiento social puede variar considerablemente entre uno y otro hombre de negro, pero usualmente es distante y reservado, con un tono oficial. Normalmente, su modus operandi pasa por simular buscar información acerca de los fenómenos paranormales que hayan podido ver las personas a las que entrevistan, o bien intentar convencer al sujeto de que el fenómeno nunca ha existido o de que le conviene no hablar públicamente sobre ello. Según el folclore del fenómeno ovni y las ideas más extendidas en la ficción, los hombres de negro llegarían a usar instrumentos especializados para borrar la memoria de los sujetos con los que hablan, con el objetivo de eliminar de la mente de los sujetos la vivencia de fenómenos paranormales.

## Historia

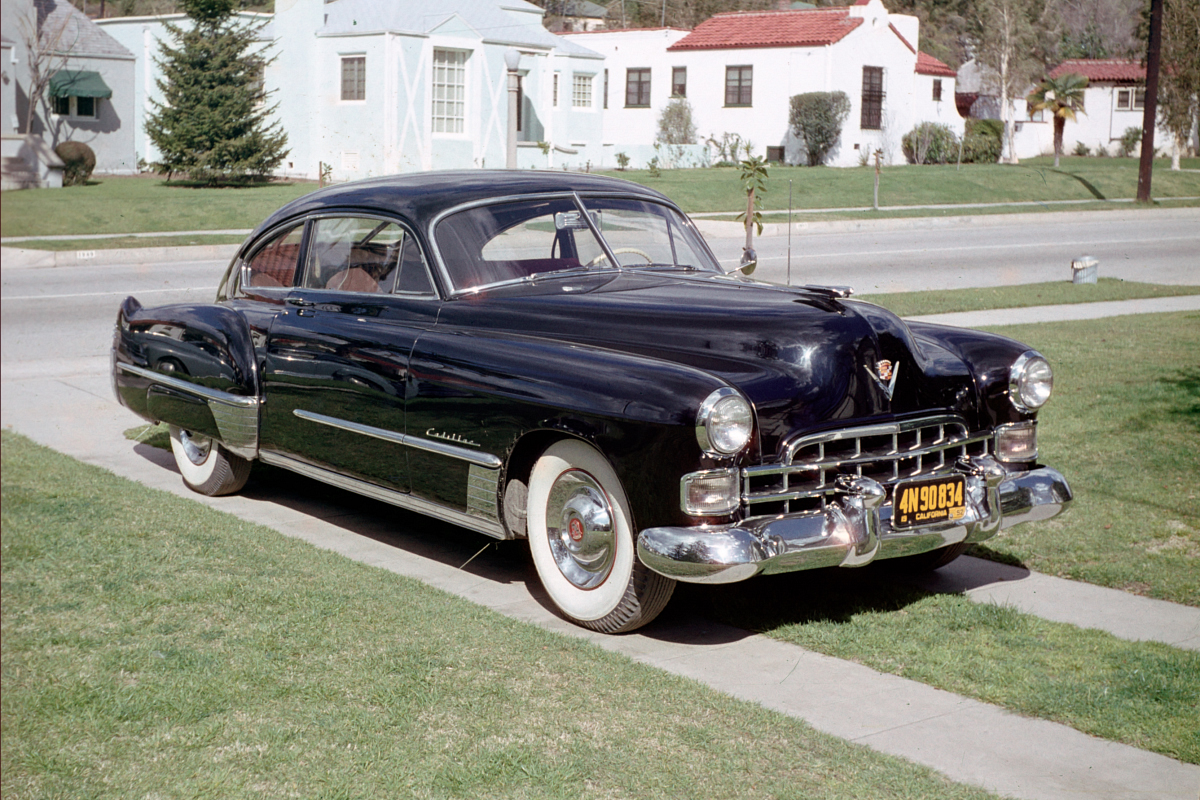
Cadillac Serie 62 Club Coupé, 1948.

Quizá la primera vez que se mencionó a los hombres de negro fue en septiembre de 1953. Albert K. Bender, presidente del International Flying Saucer Bureau (IFSB), anunció haber descubierto la verdad sobre los ovnis, y que la publicaría en el siguiente número de su revista. Este ejemplar jamás fue publicado, ya que Bender supuestamente recibió la visita de tres hombres que confirmaron sus suposiciones pero le prohibieron revelarla. A lo largo de los años, Bender ha ido revelando detalles sobre este encuentro y sobre sus descubrimientos.
El primer libro en describir a los hombres de negro fue They Knew Too Much About Flying Saucers (Sabían demasiado sobre platillos volantes), escrito por Gray Barker y publicado por University Books en 1956.
Otro episodio célebre es el del Dr. Herbert Hopkins, de Maine, que en 1976 recibió la visita de otro de éstos personajes, calvo, sin cejas ni pestañas, de piel pálida y labios pintados, que hizo desaparecer unas monedas y se despidió con la frase "Mi energía se está agotando, debo irme". También se dice que han sido vistos en el hecho del mito Polybius y el Hombre polilla (o Mothman).

## Opiniones
La opinión más extendida, incluso entre los defensores del fenómeno ovni, es que los Hombres de Negro son un elemento puramente folclórico dentro de la ufología, fruto de la influencia mediática, la imaginación colectiva y la autosugestión, aunque hay estudiosos que opinan que debe haber cierto elemento real en el tema, debido a casos de extorsión y amenaza ocurridos a investigadores, por ejemplo, el de Albert K. Bender.
Una posible explicación es que el mito surgiera a raíz de la vestimenta de colores oscuros que utilizan muchos agentes de la CIA, el FBI y el Servicio Secreto de los Estados Unidos.

## Cultura popular

### Cómic
La presencia de estos seres en el mundo de ficción comenzó en el año 1990, con la publicación de la miniserie de cómic The Men in Black, escrita por Lowell Cunningham y dibujada por Sandy Carruthers. En ella se contaba la historia de unos agentes secretos, hoscos y malhumorados, que pertenecían a una misteriosa agencia que ejercía de gobierno en la sombra -de hecho, eran el verdadero gobierno- y cuya misión era ocultar al mundo la existencia de alienígenas y otros seres de dudosa procedencia, como hombres lobo, demonios y fantasmas. La serie, publicada por Aircel Comics, constó en sus inicios de tres números, y estaba claramente destinada a un público adulto, pues tenía un marcado tono oscuro y pulp y los personajes usaban métodos muy expeditivos para mantener el secreto, como la eliminación física de testigos y de los propios seres alienígenas. Los agentes, además, sufrían problemas psicológicos derivados de su aislamiento social.
El director de cine Barry Sonnenfeld se basó -muy libremente- en esta miniserie para crear la famosa franquicia cinematográfica Hombres de negro.

### Cine

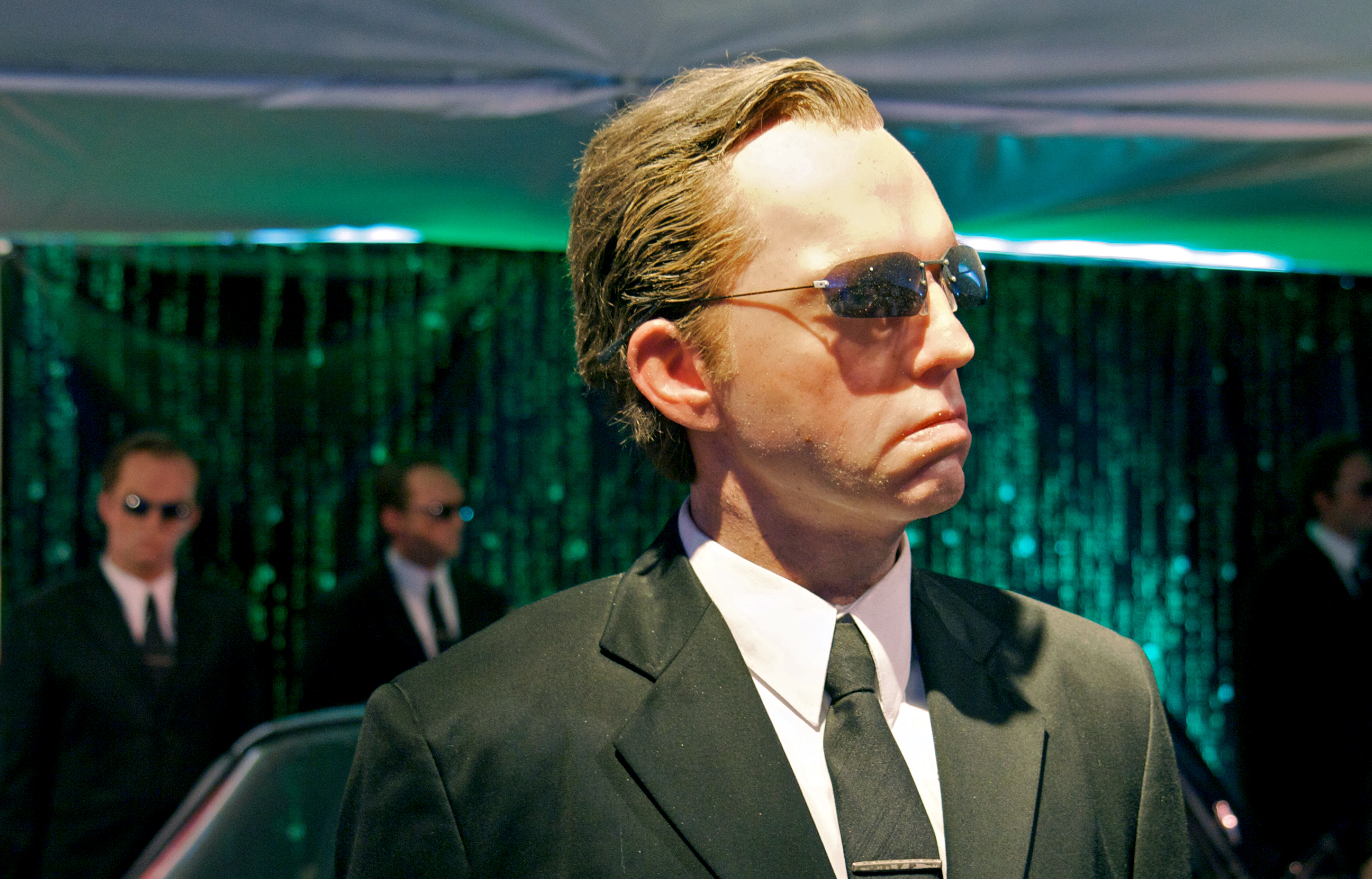
Un maniquí del agente Smith. El cine ha popularizado a los "hombres de negro" en películas como Hombres de negro o The Matrix.

La película de los Hombres de negro es probablemente el principal referente sobre el tema en ficción. La película data del año 1997 y está protagonizada por Tommy Lee Jones -Agente K- y Will Smith -Agente J-. Las diferencias entre el cómic y las películas se hacen más que notables en aspectos como el tono, siendo muy cómico en las películas, y centrándose en la lucha contra los alienígenas, única y exclusivamente. Además, el agente Jay es blanco en la serie de cómic, mientras que en la trilogía cinematográfica es negro.
Los hombres de negro también parecen ser los inspiradores de los Vigilantes en la película Dark City, del Agente Smith y sus pares en la saga de The Matrix y del personaje de Cobra Bubbles en la película animada Lilo & Stitch.

### Televisión
Series televisivas han hecho uso de la imagen y mitología de los hombres de negro, quienes aparecen por ejemplo en la serie de ciencia ficción y terror The X-Files, así como los Observadores en la serie Fringe. La serie británica Doctor Who tiene en base a ellos unos extraterrestres llamados "el Silencio". Además, cabe destacar que se produjo una serie animada, Hombres de negro: la serie animada, basada en las películas de Hombres de negro, que contó, en diseño de personajes, con el trabajo del dibujante español Miguelanxo Prado [cita requerida] -siendo esta su única incursión en la animación de Hollywood- y la producción de Richard Raynis. Esta serie tuvo cuatro temporadas.
El programa de televisión argentino CQC (Caiga quien caiga), así como sus adaptaciones de otros países, tienen una estética basada en la supuesta apariencia de los hombres de negro.
En la serie francesa Código Lyoko hacen apariciones recurrentes los hombres de negro, especialmente persiguiendo al padre de Aelita y secuestrando a su madre. Aunque en la serie no se aclara quiénes son, en los libros se afirma que pertenecen a la CIA o la NSA (no está claro) y que, paradójicamente, son de los "buenos".
En la serie animada Detective Conan aparece una sofisticada organización criminal cuyos integrantes son conocidos como "Hombres de negro", quienes poseen una jerarquía muy estricta y acostumbran usar ropa tan negra como la de un cuervo.
Otra referencia a los hombres de negro aparece en la serie animada japonesa Ano Natsu de Matteru, en donde son mencionados ocasionalmente. En el último episodio aparecen varios agentes con armas que tienen el logo de MIB (Men in Black, "Hombres de negro" en español) e incluso se revela que uno de los personajes de la historia, Lemon Yamano, pertenece a dicha organización. En el episodio final de la serie también se pueden observar las instalaciones de los hombres de negro en Japón, muy parecidas a las de la película Hombres de negro.

### Videojuegos
En el videojuego Deus Ex los hombres de negro tienen una aparición, siendo enemigos a los que combatir. En el videojuego, éstos trabajan para otra agencia secreta llamada Majestic 12.
En el videojuego Half Life y su secuela, Half-Life: Opposing Force, aparece un personaje (apodado G-Man) cuyo papel en el argumento hace pensar en los hombres de negro.
En el videojuego Urban Legend in Limbo, el personaje Mamizou Futatsuiwa tiene una apariencia que recuerda a esta leyenda urbana.